# Henri Roussel
Henri Roussel (* 1915; † 1998) war ein französischer Romanist und Mediävist.

## Leben
Roussel war zuerst Gymnasiallehrer in Lille. Er habilitierte sich 1956 in Paris mit den beiden  Thèses Renart le Nouvel  par Jacquemart Giélée, publié d'après le manuscrit La Vallière (B.N.fr. 25566) (Paris 1961) und Etude sur Renart le Nouvel, du poète lillois Jacquemart Giélée (erschienen u.d.T.  Renart le Nouvel de Jacquemart Giélée. Etude littéraire, Lille 1984) und wurde Professor an der Universität Lille. Er gründete das Comité Régional Picard Nord/Pas-de-Calais. Zu seinen Schülern zählen Claude Buridant (* 1938), Denise Poulet, Aimé Petit, James Archibald und Annette Brasseur.

## Werke
- Guide de la littérature française du Moyen Age (mit Louis Kukenheim), Leiden 1957, 1959, 1963 (deutsch u.d.T. Führer durch die französische Literatur des Mittelalters, übersetzt von Brigitta Coenen-Mennemeier, München 1968, 1973; Berlin Ost 1969)
- Guide touristique de la Côte d'Opale, Douai 1970, 1972
- (Hrsg. mit François Suard (* 1937)) Alain de Lille, Gautier de Châtillon, Jakemart Giélée et leur temps. Actes du colloque de Lille, octobre 1978, organisé par le Centre d'études médiévales et dialectales de l'Université de Lille III, Villeneuve d’Ascq 1979